# 北陸宮
北陸宮（ほくろくのみや、永万元年（1165年） - 寛喜2年7月8日（1230年8月17日））は、平安時代末期から鎌倉時代前期の皇族。後白河天皇の第三皇子・以仁王の第一王子とされる。以仁王の令旨に応じて挙兵した木曾義仲に奉じられ、義仲入京後は安徳天皇に代る「新主践祚」の候補に推されたが実らなかった。木曾宮・還俗宮・加賀宮・野依宮・嵯峨の今屋殿などとも呼ばれる。

## 生涯
後白河天皇の第三皇子で平家追討の令旨を発して諸国の源氏に挙兵を促した以仁王の第一王子として生まれた。異母弟に初代安井宮である道尊がいる。生年を伝える確実な史料は存在しないものの、宮の薨去（逝亡）を伝える『明月記』の記載（「数月赤痢、年六十六」云々）を根拠に『國史大辞典』でも永万元年（1165年）誕生とされている。
治承4年（1180年）5月、以仁王が平氏との合戦で敗死すると、薙髪して東国に逃れ、さらに以仁王の乳母夫である讃岐前司・藤原重秀に伴われて北陸道へ向かった。以仁王の王子である宮には追っ手がかかる可能性があったが、9月には信濃国で以仁王の令旨に応じて木曾義仲が挙兵。横田河原の戦いに大勝して北陸道へ進出すると、寿永元年（1182年）8月には宮を越中国宮崎の豪族・宮崎太郎の居館に招き、御所を造り、元服式を挙行。以後、宮は義仲軍の挙兵の正統性を担保する「錦の御旗」に奉じられることとなった。
寿永2年（1183年）7月28日、平家を都落ちさせた義仲軍が入京、都に源氏の白旗が翻った。しかし、この軍中に北陸宮の姿はなく、この頃は加賀国に滞在していたとされる。その後、後白河法皇が安徳天皇に代る「新主践祚」をめざすこととなると義仲は俊堯僧正を介して宮をその候補として推戴。これに対し法皇は卜占をもとに8月20日には安徳天皇の異母弟・四ノ宮を新帝（後鳥羽天皇）とし、義仲の働きかけは実らなかった。その後、宮は9月19日になって京都に入り、法皇とともに法住寺殿に身を寄せていたが、義仲が法住寺合戦に踏み切る前日の11月18日に逐電、その後行方知れずとなった。
宮が再び歴史に姿を現すのは2年後の文治元年（1185年）11月のことで、頼朝の庇護のもとに帰洛を果たしている。その後、法皇に賜源姓降下を願ったが許されず、嵯峨野に移り住んで中御門宗家の女子を室に迎えた。後に土御門天皇の皇女を猶子にし、持っていた所領の一所を譲ったという。寛喜2年（1230年）7月8日薨去。

## 御所
宮の越中滞在中の御所（仮宮）をめぐってはさまざまな説が取り沙汰されている。
富山県朝日町横尾にある脇子八幡宮の御由緒によれば、義仲は社殿近くに御所を造り、元服式を行ったとされる。また脇子八幡宮の奥宮のある城山の宮崎城跡に設置された石碑には「北陸宮が御神前で元服され、源義仲が武運長久の祈願をしたのはこの所」と記されており、御由緒が記す「社殿近く」とはこの奥宮の近くを指すと考えられる。さらに脇子八幡宮の宮司だった九里愛雄は「北陸宮御所阯」（『郷史雑纂』所収）で「宮崎城が築かれたとき、御所を本丸にあてた」としており、今日、本丸跡とされている場所を御所跡としている。
これに対し、富山県埋蔵文化財センター所長などを務めた竹内俊一は「北陸宮御所の推定地」（『両越国境朝日町の山城 今よみがえる歴史の里』所収）で宮崎城跡とする説を否定した上で、立地条件などから朝日町笹川地区の「辻の内」地内を「第一の候補地にあげるより他にないだろうと思われる」としている。また『越中武士団 宮崎太郎長康・宮崎党「その時代と歴史」』では元服式が行われたのも笹川地区にある諏訪神社であるとしている。
これとは別に富山県黒部市にある宮崎文庫記念館・尊史庵では同記念館所在地を「北陸の宮を天皇推挙時まで秘護し奉った仮宮跡と伝承される」としている。

## 墓所
富山県朝日町城山の宮崎城跡に「北陸宮の御墳墓」と称するものがある。これは昭和45年（1970年）に朝日町が築造したもので、築造当時の町長・中川雍一の著書『海から来た泊町』によれば、埋葬されているのは京都市東山の知恩院の奥にある安井宮墓地の土を納めた甕と大覚寺管長揮毫による『北陸宮　以仁王第一王子　寛喜第二年七月八日薨　御歳六十六』と書かれた陶板とされている。宮内庁治定陵墓にも含まれておらず、実態としては模擬墳墓。
なお、中川は同書で安井宮墓地を北陸宮の墓地としているものの、その十分な根拠は示されていない。